# Алламан
Алламан (фр. Allaman) — населённый пункт франкоязычного кантона Во в Швейцарии, население 442 чел. (2018 г.).
Здесь находится известный замок, являющийся историческим наследием Швейцарии. Построен в 1253 г.

## История
Алламан впервые упомянут в 1234 г. как Alamant.

## Транспорт
В городе расположена железнодорожная станция, через которую проходит железная дорога, соединяющая Женеву с Лозанной. Автобусами можно также доехать в соседние населённые пункты.